# К'юза-ді-Пезіо
К'юза-ді-Пезіо (італ. Chiusa di Pesio, п'єм. La Ciusa) — муніципалітет в Італії, у регіоні П'ємонт, провінція Кунео.
К'юза-ді-Пезіо розташована на відстані близько 480 км на північний захід від Рима, 85 км на південь від Турина, 13 км на південний схід від Кунео.
Населення — 3693 особи (2014).
Покровитель — Sant'Antonino.

## Демографія
Населення за роками:

Станом на 1 січня 2023 року в муніципалітеті офіційно проживало 356 іноземців з 39 країн, серед них 104 громадяни країн Євросоюзу та 4 громадяни України.

## Сусідні муніципалітети
- Бейнетте
- Брига-Альта
- Ла-Бриг (Франція)
- Лімоне-П'ємонте
- Маргарита
- Певераньо
- П'янфеї
- Роккафорте-Мондові
- Вілланова-Мондові